# Gil de Ferran
Gil de Ferran (París, Francia, 11 de noviembre de 1967 - Opa Locka, Estados Unidos, 30 de diciembre de 2023) fue un piloto brasileño de automovilismo de velocidad. Fue campeón de la CART en 2000 y 2001, subcampeón de la IndyCar Series 2003 y tercero en 2002. El piloto obtuvo 12 victorias y 50 podios a lo largo de su carrera en monoplazas Indy, destacándose una victoria en las 500 Millas de Indianápolis de 2003 y un segundo puesto en 2001. Por otra parte, De Ferran fue subcampeón de la clase LMP1 de la American Le Mans Series 2009 con su propio equipo.

## Carrera

### Inicios
De Ferran se inició en karting, tras lo cual participó en Fórmula Ford y Fórmula 3. Con siete victorias, venció el Campeonato de Gran Bretaña de Fórmula 3 de 1992. Durante los dos siguientes años, participó en la Fórmula 3000 en el equipo de Paul Stewart, resultando cuarto y quinto en las respectivas temporadas.

### CART
Al no recibir ofertas para debutar en la Fórmula 1, De Ferran cruzó el océano y se unió a la CART. Resultó novato del año 1995 tras una victoria en Laguna Seca y un segundo lugar en Vancouver. En 1996, obtuvo una victoria en Cleveland, tres podios adicionales y la sexta colocación final en el campeonato.
Luego del retiro del equipo de Jim Hall, De Ferran fue fichado por Walker para el año 1997. Consiguió 7 podios en 17 fechas pero ninguna victoria, por lo que fue derrotado por Alex Zanardi y debió conformarse con el subcampeonato. De Ferran finalizó una mala temporada 1998 en 12.º lugar, nuevamente sin triunfos. Al año siguiente logró retornar a lo más alto del podio en Portland, aunque pocas semanas más tarde tuvo una racha de cuatro abandonos y terminó el año en octavo lugar.
Tras la muerte de Greg Moore y Gonzalo Rodríguez a fines de ese mismo año, Penske Racing se vio forzado a contratar nuevos pilotos: De Ferran y Hélio Castroneves. Con cuatro victorias, cinco segundos lugares y seis terceros lugares, De Ferran conquistó el título de CART en 2000 y 2001.
En la clasificación de Fontana 2000, De Ferran obtuvo la pole position al girar a una velocidad promedio de 241,426 mph (388,537 km/h), lo que es la vuelta más rápida en la historia del automovilismo mundial.

### IndyCar Series
También con Penske, el piloto alcanzó la segunda posición en las 500 Millas de Indianápolis de 2001, una carrera de la IndyCar Series.
Ambos pilotos de Penske pasaron a esa categoría en 2002. Castroneves se adaptó mejor que De Ferran al nuevo calendario, compuesto únicamente por óvalos, por lo cual terminó el año en el tercer puesto, por debajo de su compañero y del campeón Sam Hornish Jr.
En 2003, De Ferran se recuperó de una conmoción cerebral y fractura en dos vértebras al chocar en la carrera de Phoenix, para ganar las 500 Millas de Indianápolis. Ese año acumuló tres victorias y ocho podios, por lo cual logró superar a Castroneves, aunque no logró vencer a Scott Dixon en la lucha por el título. Habiendo logrado el subcampeonato de la IndyCar, el piloto decidió retirarse de la competición.

### Carrera dirigencial y ALMS
Entre 2005 y 2007 fue director deportivo del equipo British American Racing de Fórmula 1.
En 2008, De Ferran retornó a la actividad fundando un equipo de la American Le Mans Series. Pilotando un Acura de la clase LMP2 acompañado por Simon Pagenaud, De Ferran Motorsport finalizó sexto en el campeonato de equipos en 2008 y segundo en 2009. También en 2009, logró cinco victorias junto a Simon Pagenaud para resultar subcampeón de pilotos de LMP1.
En 2010, el equipo se fusionó con Luczo Dragon Racing de la IndyCar, tomando la denominación De Ferran Dragon Racing. En 2011, el equipo no logró conseguir patrocinio para concretar el acuerdo con Tony Kanaan y cerró.
De Ferran volvió a correr en 2011, al disputar el Gran Premio de Surfers Paradise del V8 Supercars con un Ford Falcon.
En 2018, Gil de Ferran ingresó al equipo de Fórmula 1 de McLaren en el puesto de director deportivo. En los meses siguientes, de Ferran estuvo involucrado en la llegada de McLaren a la IndyCar. El brasileño dejó el equipo a principios de 2021.
Falleció en 2023 de un paro cardíaco a los 56 años. 